# Barnaba
Barnaba – imię męskie pochodzenia aramejskiego. Wywodzi się od Bar-nebuch i oznacza syna pocieszenia, syna proroctwa.
Barnaba imieniny obchodzi 11 czerwca, 16 czerwca.